# Pema Lingpa

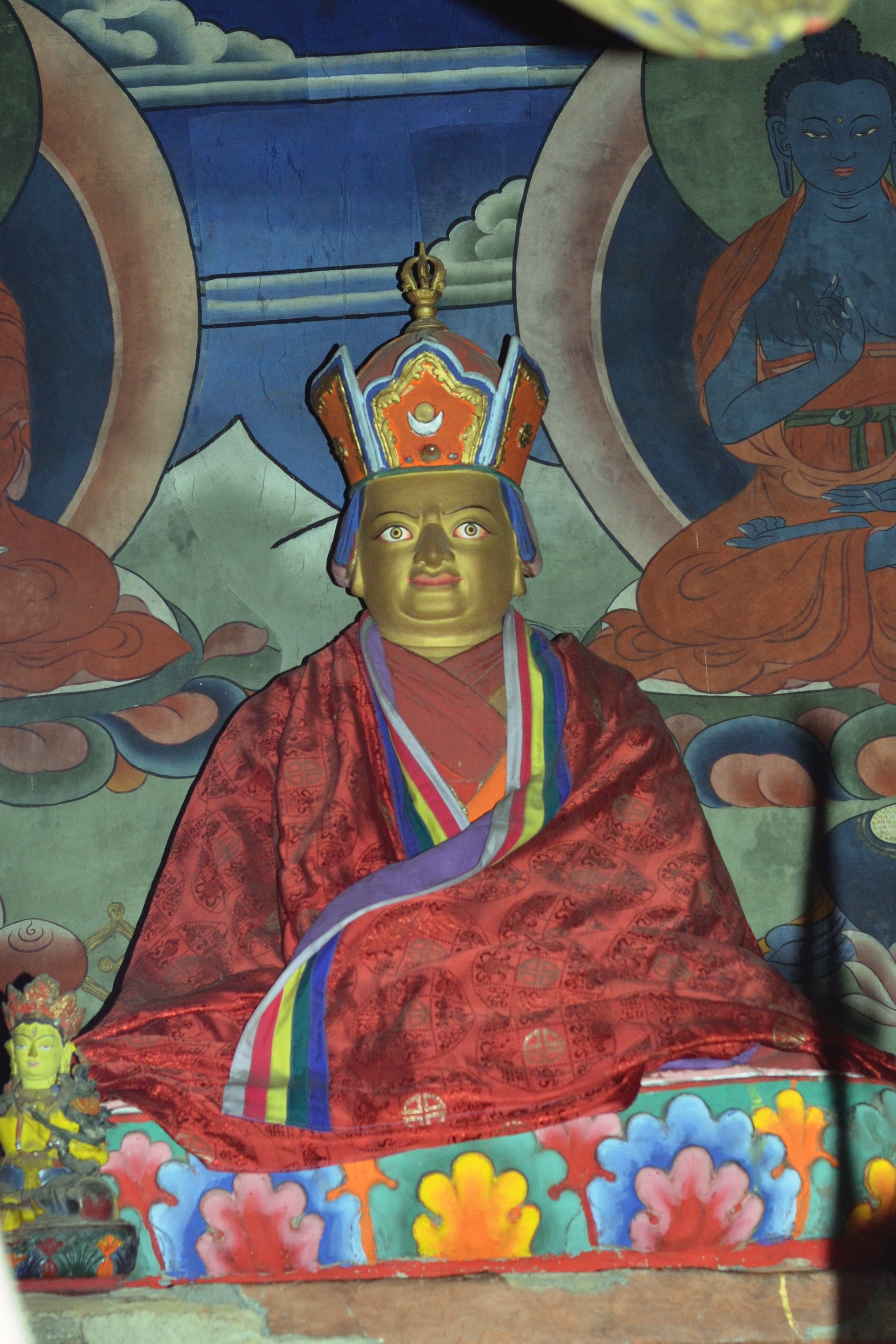
Estatua del tertön Pema Lingpa en un templo del gewog de Tsakaling, distrito de Mongar, Bután.

Pema Lingpa o Padma Lingpa (en tibetano པདྨ་གླིང་པ་, 1450-1521) fue un santo butanés y siddha de la escuela Nyingma de budismo tibetano. Se le considera un terchen o "tertön preeminente" (descubridor de tesoros espirituales) y se le conoce como el principal de los "Cinco Reyes tertön". En la historia de la escuela Nyingma en Bután, Pema Lingpa ocupa el segundo lugar en importancia después de Padmasambhava. El quinto Dalái Lama fue seguidor de sus doctrinas e influyó a los practicantes del budismo Vajrayana en toda la región del Himalaya. Desde el año 2020, anualmente se celebra el día de Pema Lingpa el 26 de febrero en el monasterio de Tamshing.

## Biografía
En 1450, Pema Lingpa nació hijo del clan Nyo en el valle Tang, en el distrito de Bumthang. A una edad muy temprana, lo enviaron a vivir con su abuelo Yonten Jangchub, un herrero. Con nueve años, el joven comenzó a convertirse en aprendiz de herrero. A medida que crecía, elaboró muchas obras, entre ellas espadas, cuchillos ceremoniales, sartenes o cotas de malla que todavía se pueden encontrar en Bután. A pesar de sus incipientes inclinaciones hacia el budismo, pasó gran parte de su juventud siguiendo el oficio de su abuelo.

### Desarrollo religioso
De acuerdo a la leyenda, con 25 años tuvo un sueño profético, pero no supo cómo reaccionar. Dos años más adelante, la voz de un monje de aspecto andrajoso lo despertó. Este lo instó a leer un pergamino que había extendido entre sus manos, pero cuando Pema Lingpa tomó el texto el monje desapareció. Desenrollando el pergamino, leyó una orden que indicaba que debía reunir a cinco amigos e ir a Naring Drak durante la noche de luna llena para descubrir su destino desde debajo de la roca. El pergamino también incluía una clave para descifrar un tesoro. Siguiendo las instrucciones, junto con cinco personas fue la noche señalada. Sin previo aviso y sin pronunciar una palabra, Pema Lingpa se desnudó y se zambulló en el pequeño lago debajo del acantilado. Se dice que encontró una gran cueva submarina y, al entrar, vio un trono y una pila de textos. Recuperó el sentido en la superficie del agua y se sintió impulsado hacia el acantilado como si lo empujara un viento.
Una vez en casa, compartió el contenido del texto con sus padres y con dos maestros del cercano monasterio de Tharpaling; sin embargo, nadie pudo leerlo. Tras mirar el pergamino, después de consultar la llave que le había dado el monje, pudo ver el título del texto, Cristalización del Tantra del Espacio Luminoso. Este se considera el primero de sus treinta y dos termas. Habiendo descifrado todo el tesoro, ese mismo año, Pema Lingpa comenzó a prepararse para ofrecer la primera iniciación, que iba a ocurrir en Dunkhabi bajo el patrocinio del lama Rinchen Pel. En el transcurso de tres semanas, Pema Lingpa ofreció las enseñanzas públicamente. Se dice que en sueños recibía instrucciones de diferentes danzas sagradas.

### Leyenda de Membartsho

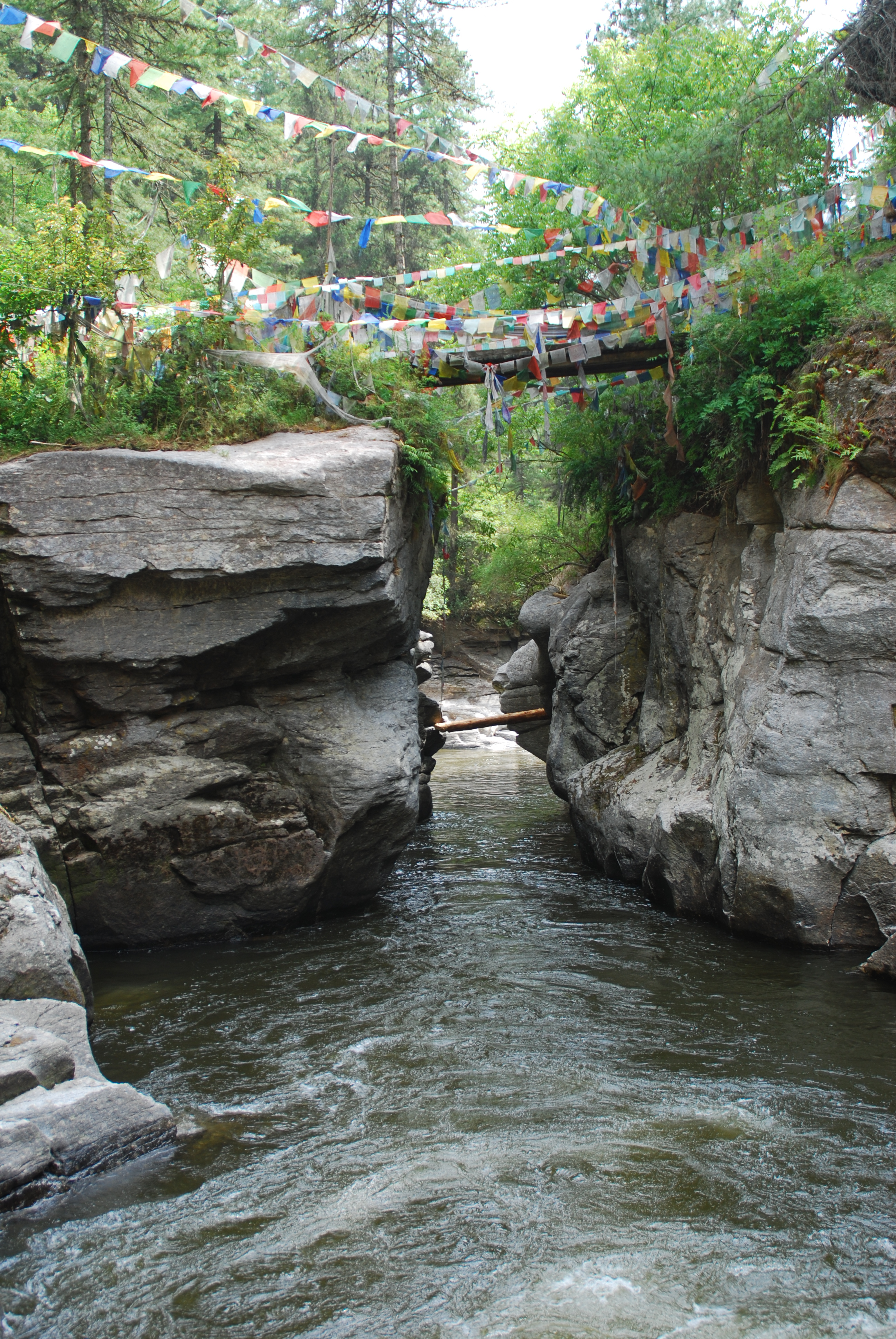
El lago Membartsho, ubicado en el valle Tang

Tras el primer descubrimiento siguieron muchas revelaciones termas, por lo que Pema Lingpa atrajo mucha atención, y no toda positiva. El gobernador local de Chokhor había oído hablar de él, pero no estaba convencido de su autenticidad. Reunió a un gran grupo de personas y le dijo a Pema Lingpa que si traía el tesoro, él lo apoyaría; sin embargo, si no actuaba de manera convincente, lo castigaría por alterar su distrito. Luego, Pema Lingpa agarró una lámpara de mantequilla encendida y, de pie sobre Naring Drak, hizo la proclamación: “Si soy genuino, déjame traer de vuelta el tesoro con esta lámpara aún encendida. Si soy un fraude, déjame morir en las aguas de abajo". Entonces se sumergió y resurgió algún tiempo después sosteniendo una pequeña caja hecha a mano con cráneos unidos, una pequeña escultura y la lámpara de mantequilla, que aún estaba encendida. Según la tradición, este hecho milagroso hizo que todos los presentes se convirtieran en seguidores y patrocinadores de él, y el evento también le dio al pequeño lago su nombre actual, Membartsho (Lago Ardiente).

### Consolidación comolama

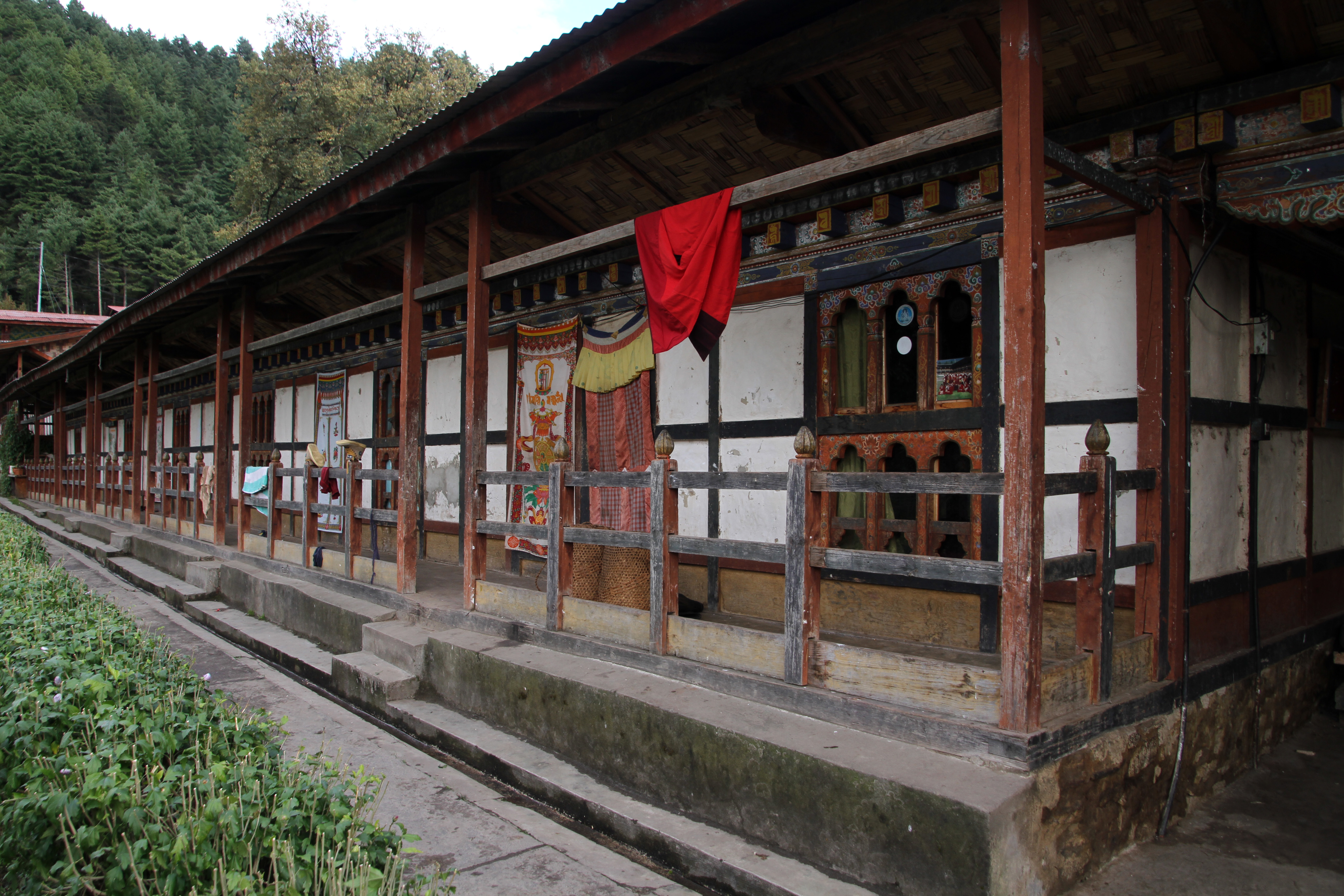
Vista del lhakhang (monasterio) de Tamshing, lugar donde falleció Pema Lingpa

Pema Lingpa reveló muchos tesoros y adquirió numerosos aprendices. Entre sus compañeros y discípulos destacaron Drukpa Kunley (1455-1529), el Séptimo Karmapa, Chödrak Gyatso (1454-1506), Tulku Shakya Zangpo, y sus propios dos hijos, y Drakpa Gyeltsen y Dawa Gyeltsen (1499-1587). A lo largo de su vida se casó dos veces. Su primera esposa fue Yum Tima y su segunda mujer fue Yum Bumdren.
En 1501 fundó el monasterio de Tamshing (finalizado en 1505). En 1520 Pema Lingpa fue a Lhalung, en el Tíbet, para dar iniciaciones en el ciclo de prácticas Lama Norbu Gyatso. Se dice que a su regreso a la región de Bumthang, tres esculturas lloraban, al igual que una reliquia del monasterio que fundó. Meses después, otros presagios negativos comenzaron a aparecer en la región, y en la undécima noche de ese mes, Pema Lingpa enfermó. Se dice que sus hijos, Dawa Gyeltsen y Drakpa Gyeltsen, tuvieron sueños que revelaron la muerte de su padre. Al mismo tiempo, se informó que en el Monasterio Dechen Ling, en el valle Tang, los instrumentos musicales se tocaban solos y el sitio se llenaba con el olor a incienso. Finalmente falleció en 1521 en el monasterio de Tamshing de la mano de Dawa Gyeltsen. La leyenda explica que tras nueve días su cuerpo permaneció intacto. Más adelante fue incinerado y colocado en una estupa del monasterio.

## Linaje
Tradicionalmente, se reconocen tres linajes principales de emanación de Pema Lingpa:
- Las encarnaciones de Peling Sungtrul: la encarnación de Pema Lingpa.
- Las encarnaciones de Peling Thuksay: las encarnaciones del hijo de Pema Lingpa, Dawa Gyeltsen.
- Las encarnaciones de Gangteng Truelku o Peling Gyalse: las encarnaciones de Gyalse Pema Thinley; hijo de Dawa Gyeltsen.

Se las conoce como "Peling Yab-sey-sum", que significa encarnaciones de padre, hijo y nieto, y se consideran las encarnaciones combinadas de cuerpo y actividad. Erróneamente, muchos se refieren a tres de ellos como encarnaciones del habla, la mente y el cuerpo.
El linaje familiar de Pema Lingpa se convirtió en una clase preeminente de élites religiosas, conocidas como Choje, que predominaban en la esfera política y religiosa de Bután. La Casa de Wangchuck afirma ser descendiente directa de Pema Lingpa, al igual que muchas otras élites religiosas del Himalaya.

### Encarnaciones de Peling Sungtrul

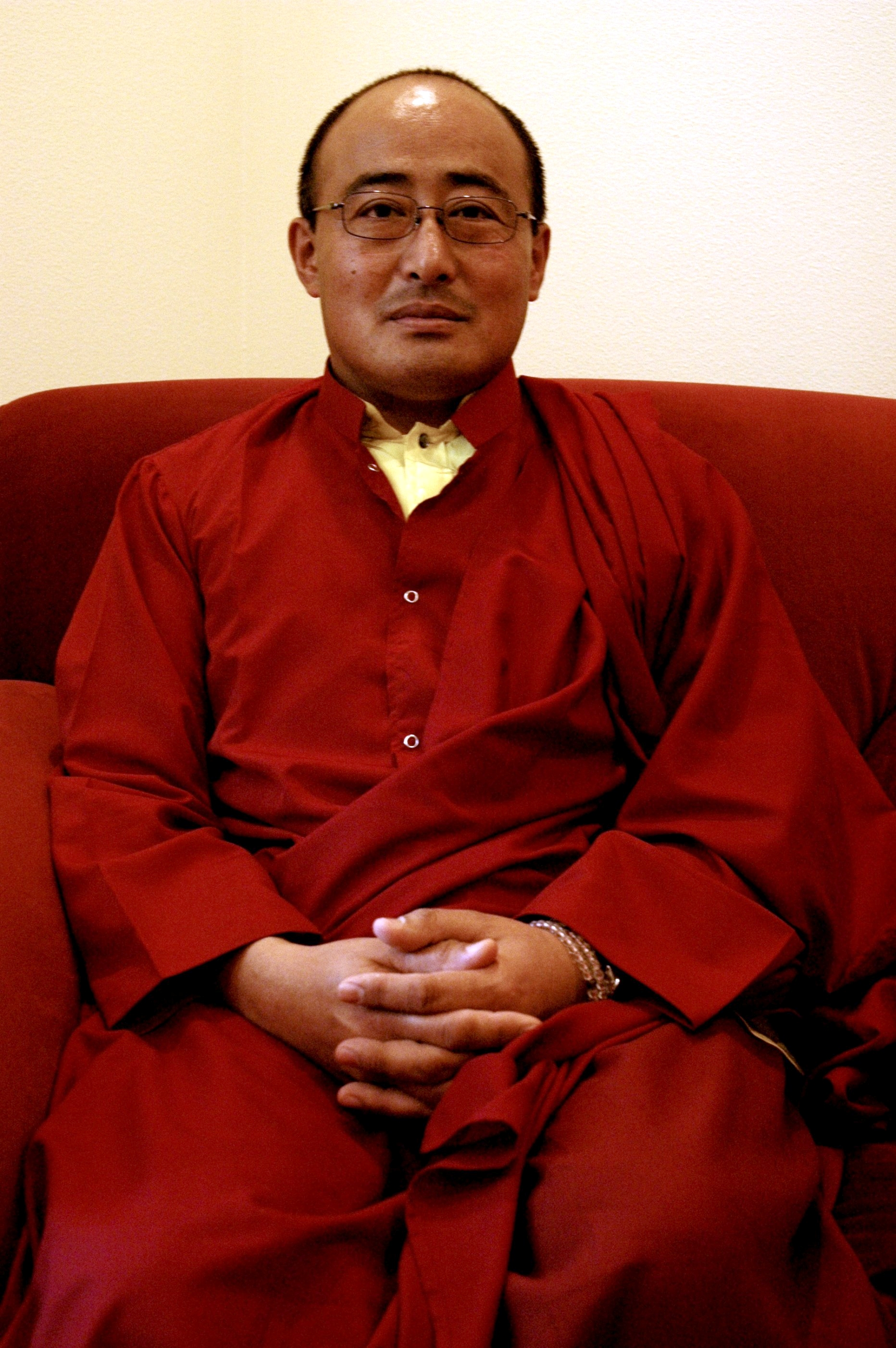
Jigdrel Kunzang Pema Dorji

Las encarnaciones de la línea de Pema Lingpa son:
- Tenzin Drakpa བསྟན་འཛིན་གྲགས་པ (1536-1597)
- Kunkhyen Tsultim Dorje ཀུན་མཁྱེན་ཚུལ་ཁྲིམས་རྡོ་རྗེ (1680-1723)
- Dorje Mikyō-tsal རྡོ་རྗེ་མི་སྐྱོད་རྩལ (1725-1762)
- Kunzang Tsewang ཀུན་བཟང་ཚེ་དབང (1763-1817)
- Kunzang Tenpai Gyaltsen ཀུན་བཟང་བསྟན་པའི་རྒྱལ་མཚན (1819-1842)
- Pema Tenzin པདྨ་བསྟན་འཛིན
- Kunzang Dechen Dorje ཀུན་བཟང་བདེ་ཆེན་རྡོ་རྗེ
- Tenzin Chōki Gyaltsen བསྟན་འཛིན་ཆོས་ཀྱི་རྒྱལ་མཚན (1843-1891)
- Pema Ōsal Gyurme Dorje པདྨ་འོད་གསལ་འགྱུར་མེད་རྡོ་རྗེ (1930-1955)
- Jigdrel Kunzang Pema Dorji ཀུན་བཟང་པདྨ་རིན་ཆེན་རྣམ་རྒྱལ (1965)[11]

### Encarnaciones de Peling Tukse
Las encarnaciones de la línea de Dawa Gyeltsen son:
- Tukse Dawa Gyaltsen ཐུགས་སྲས་ཟླ་བ་རྒྱལ་མཚན (1499)
- Nyida Gyaltsen ཉི་ཟླ་རྒྱལ་མཚན
- Nyida Longyang ཉི་ཟླ་རྒྱལ་མཚན
- Tenzin Gyurme Dorje བསྟན་འཛིན་འགྱུར་མེད་རྡོ་རྗེ (1641-1702)
- Gyurme Chogdrub Palzang འགྱུར་མེད་མཆོག་གྲུབ་དཔལ་འབར་བཟང་པོ (1708-1750)
- Tenzin Chokyi Nyima བསྟན་འཛིན་ཆོས་ཀྱི་ཉི་མ (1752-1775)
- Kunzang Gyurme Dorje Lungrig Chokyi Gocha ཀུན་བཟང་འགྱུར་མེད་རྡོ་རྗེ་ལུང་རིགས་ཆོས་ཀྱི་གོ་ཆ (1780-1825)
- Kunzang Zilnon Zhadpa-tsal ཀུན་བཟང་ཟིལ་གནོན་བཞད་པ་རྩལ
- Thubten Palwar ཐུབ་བསྟན་དཔལ་འབར (1906-1939)
- Tegchog Tenpa'i Gyaltsen ཐེག་མཆོག་བསྟན་པའི་རྒྱལ་མཚན (1951-2010)

### Encarnaciones de Peling Gyalse

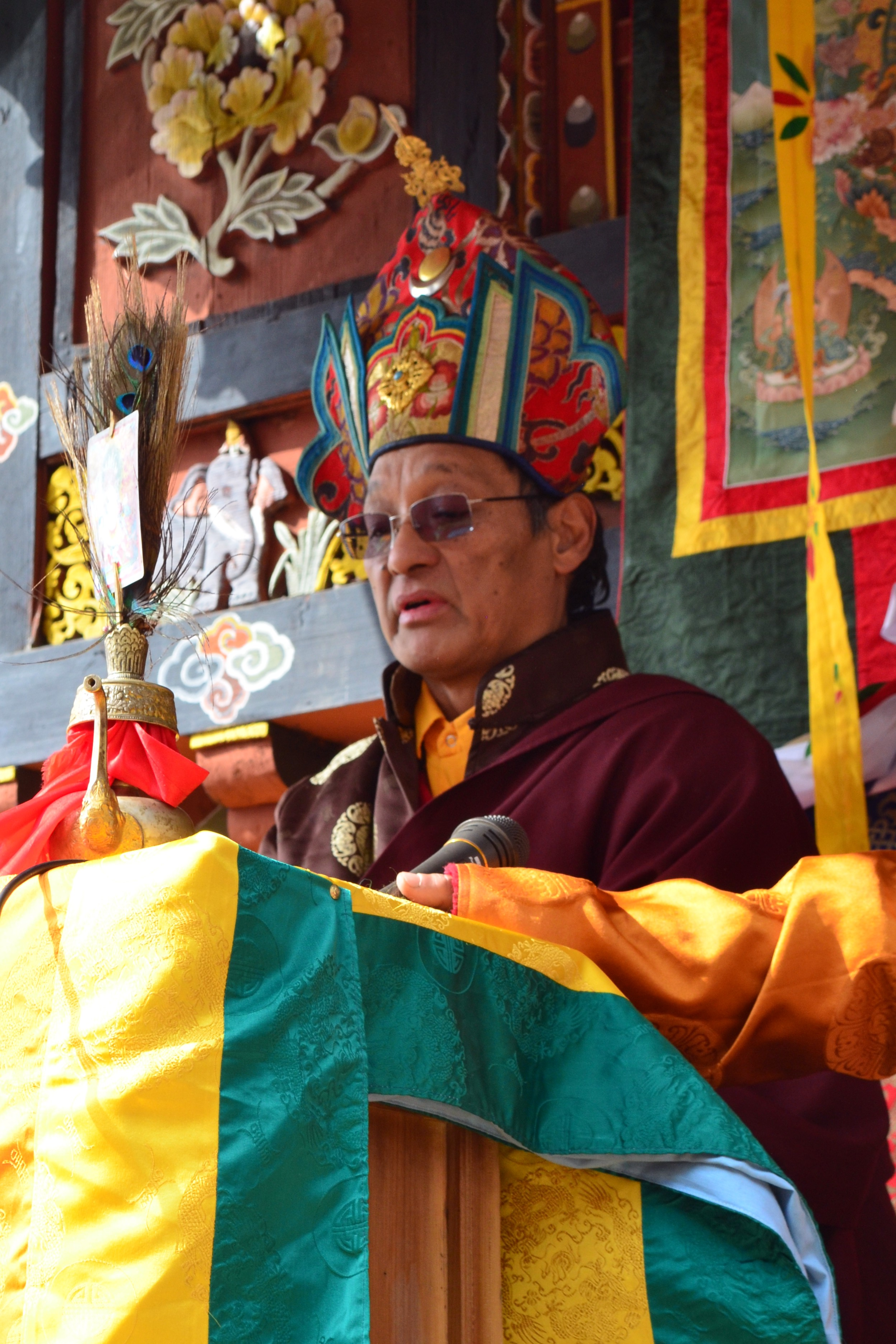
Rigdzing Kunzang Padma Namgyal

Las encarnaciones de la línea de Gyalse Pema Thinley, nieto de Pema Lingpa, son:
- Gyalse Pema Tinley རྒྱལ་སྲས་པདྨ་འཕྲིན་ལས (1564-1642)
- Tenzin Lekpai Dondrup བསྟན་འཛིན་ལེགས་པའི་དོན་གྲུབ (1645-1726)
- Tinley Namgyal འཕྲིན་ལས་རྣམ་རྒྱལ (1750)
- Tenzin Sizhi Namgyal བསྟན་འཛིན་སྲིད་ཞི་རྣམ་རྒྱལ (1761?-1796)
- Orgyen Geleg Namgyal ཨོ་རྒྱན་དགེ་ལེགས་རྣམ་རྒྱལ (1842?)
- Orgyen Tenpai Nyima ཨོ་རྒྱན་བསྟན་པའི་ཉི་མ (1873-1900?)
- Orgyen Tenpai Nyinjed ཨོ་རྒྱན་བསྟན་པའི་ཉིན་བྱེད
- Orgyen Thinley Dorje ཨོ་རྒྱན་འཕྲིན་ལས་རྡོ་རྗེ
- Rigdzing Kunzang Padma Namgyal རིག་འཛིན་ཀུན་བཟང་པདྨ་རྣམ་རྒྱལ (1955)